# Boirs
Boirs (en néerlandais Beurs, en wallon Bwêr) est une section de la commune belge de Bassenge située en Wallonie dans la province de Liège.
C'était une commune à part entière depuis le 17 mai 1866 (prise sur Glons et Houtain-Saint-Siméon) jusqu'à la fusion des communes de 1977.

## Géographie

### Situation
Situé dans la vallée du Geer qui traverse le village d'ouest en est, Boirs se trouve à 15 km de Liège, à 10 km de Tongres, à 3,5 km de Fexhe-Slins et jouxte les villages de Glons et de Roclenge-sur-Geer. Boirs dépend de l'arrondissement administratif et judiciaire de Liège, du canton de justice de paix de Fexhe-Slins et de l'évêché de Liège.
Le village est traversé par l'autoroute E.313 Liège-Anvers et est desservi par la sortie 33.
Boirs compte, en 2007, 899 habitants et une superficie de 470 hectares.

## Démographie
- Sources : INS, rem. : 1831 jusqu'en 1970 = recensements, 1976 = nombre d'habitants au 31 décembre.

## Histoire
Boirs et Oborne (aujourd'hui Glons) étaient deux seigneuries appartenant au chapitre de la cathédrale de Saint-Lambert. Il n'existait pour ces deux localités qu'une seule cour de justice dont les membres étaient nommés par le chapitre. Elles ressortissait en appel aux échevins de Liège.
Aux XVIIIe siècle, un chanoine était spécialement chargé de diriger l'administration de ces deux seigneuries, sous le contrôle du chapitre et avec la participation des habitants.
Sous le nouveau régime, Boirs fut annexé à la commune de Glons et érigé en commune indépendante en l'an 1866.
La population était en :
- 1890 - 1 100 habitants ;
- 1910 - 1 040 habitants ;
- 1938 - 889 habitants.

On trouvait dans le village des fabriques de tresses et de chapeaux de paille.
Depuis le mois d'août 2017, Boirs est jumelé au village français de Chapareillan, en Isère.

## Patrimoine et culture

### Patrimoine architectural et sites
- Au sud du village, l'ancienne carrière de craie est visible depuis l'autoroute sous la forme d'une falaise blanche d'une longueur de 700 m. Elle est reprise comme site de grand intérêt biologique.

- L'église Saint-Lambert a été bâtie en briques en 1870. Son mobilier est ancien. Elle possède une chaire de vérité de style Louis XV et une croix de mission du XVe siècle.

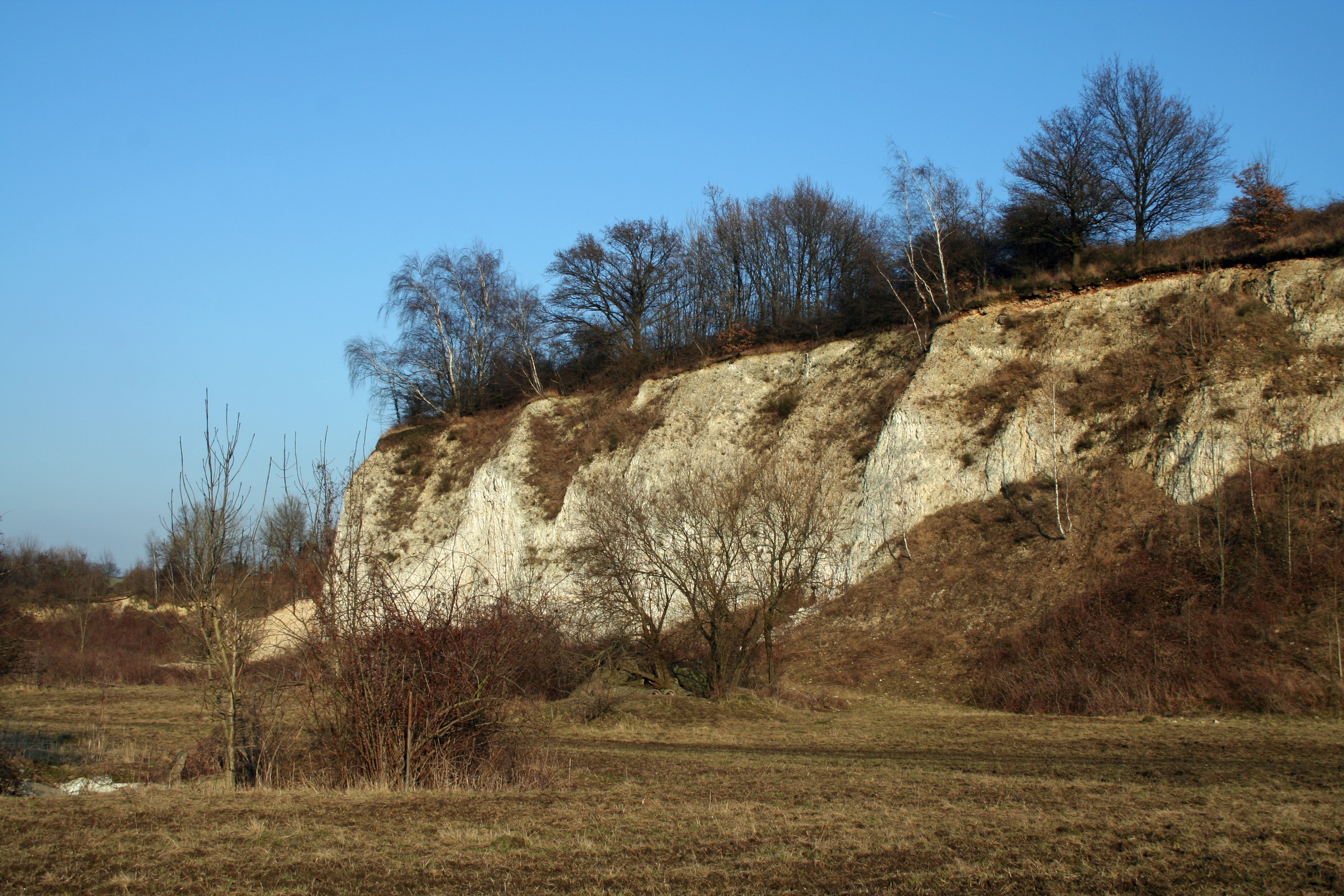
Carrière de Boirs.

#### Cimetière
Le cimetière de Boirs est situé rue de l'Église et abrite Fernand Herman et Henri Moreau de Melen.

## Personnalité
- Fernand Herman, homme politique, est né à Boirs.